# Вольтинність
Вольтинність або вольтинізм (англ. voltinism) — це термін, що застосовується в біології для позначення кількості виводків або поколінь організму за рік. Цей термін найчастіше застосовується щодо комах, зокрема в шовківництві, де лінії шовкопряда відрізняються за їхньою вольтинністю.
Є низка прикметників, що походять від цього терміна, а саме:
- унівольтинний (англ. univoltine) або моновольтинний (англ. monovoltine) — застосовується щодо організмів, які мають один виводок або покоління на рік;
- бівольтинний (англ. bivoltine) або дивольтинний (англ. divoltine) — застосовується щодо організмів, які мають два виводки або покоління на рік;
- тривольтинний (англ. trivoltine) — застосовується щодо організмів, які мають три виводки або покоління на рік;
- мультивольтинний (англ. multivoltine) або полівольтинний (англ. polyvoltine) — застосовується щодо організмів, які мають понад два виводки або покоління на рік;
- семівольтинний (англ. semivoltine) — застосовується щодо організмів:
  - які мають виводок або покоління рідше, ніж раз на рік;
  - час генерації яких становить понад один рік[1].

## Часткова вольтинність
Термін часткова вольтинність (англ. partial voltinism) застосовується щодо:
- організмів, у яких період життя поколінь перетинається в часі, тому вони не є повністю репродуктивно ізольованими. Наприклад, у бджіл з підродини Halictinae одне покоління утворюється на початку літа, а інше — наприкінці літа, але самці, які народжуються на початку літа, також можуть спаровуватися наприкінці літа[2].
- (частіше) популяцій зі змішаною вольтинністю, що обумовлена генетичними варіаціями (наприклад, у гібридній зоні між унівольтинним та бівольтинним ареалами) та/або середовищними подразниками, які не індукують бівольтинність  у всіх особин (або впродовж всіх років). Наприклад, північні популяції білана бруквяного є здебільшого унівольтинними, але деякі особини можуть уникати діапаузи та утворювати додаткове покоління за теплих умов[3].